# Géographie de l'Andalousie
 (avril 2025).
Située à l'extrémité méridionale de la péninsule Ibérique, l'Andalousie occupe une superficie de 87 268 km2, qui en fait la deuxième communauté autonome espagnole la plus vaste après la Castille et León. Elle s'étend sur tout le sud du pays, et possède des côtes sur l'océan Atlantique et la mer Méditerranée.
Séparée naturellement de la Meseta castillane par la sierra Morena, elle présente une unité de relief qui la distingue du reste de l'Espagne, caractérisée par trois grands ensembles parallèles : la sierra Morena au nord, la Dépression du Guadalquivir au centre, et les Cordillères bétiques au sud-est. La Dépression du Guadalquivir marque la séparation entre l'Andalousie bétique, et l'Andalousie méditerranéenne.[Passage contradictoire]

## Présentation générale

Situation de l'Andalousie en Espagne.

L'Andalousie se situe dans le sud de l'Espagne entre la sierra Morena et la côte. En Espagne, elle est frontalière de la communauté autonome d'Estrémadure (province de Badajoz) au nord-ouest, de la communauté autonome de Castille-La Manche (provinces d'Albacete et de Ciudad Real) au nord et de la région de Murcie à l'est. Elle borde l'océan Atlantique au sud-ouest et la mer Méditerranée au sud-est, ce qui lui permet de disposer de 864 kilomètres de côtes. Enfin, elle partage sa frontière avec le Portugal à l'ouest, tandis que le Détroit de Gibraltar la sépare de quelques kilomètres du Maroc. Elle est donc au carrefour entre la Méditerranée et l'Atlantique, et entre l'Europe et l'Afrique.
L'Andalousie s'étend sur 87 268 km2, soit 17,3 % du territoire national et 3,7 % du territoire de l'Union européenne. Il s'agit de la deuxième communauté la plus vaste après la Castille et León (94 223 km2). Sa surface est supérieure à celle de pays comme la Belgique, les Pays-Bas, le Danemark, l'Autriche ou la Suisse.
Au 1er janvier 2007, la communauté autonome est peuplée de 8 059 431 habitants, ce qui en fait la région la plus peuplée du pays. Elle affiche par ailleurs une densité de population de 92,35 habitants au km2.

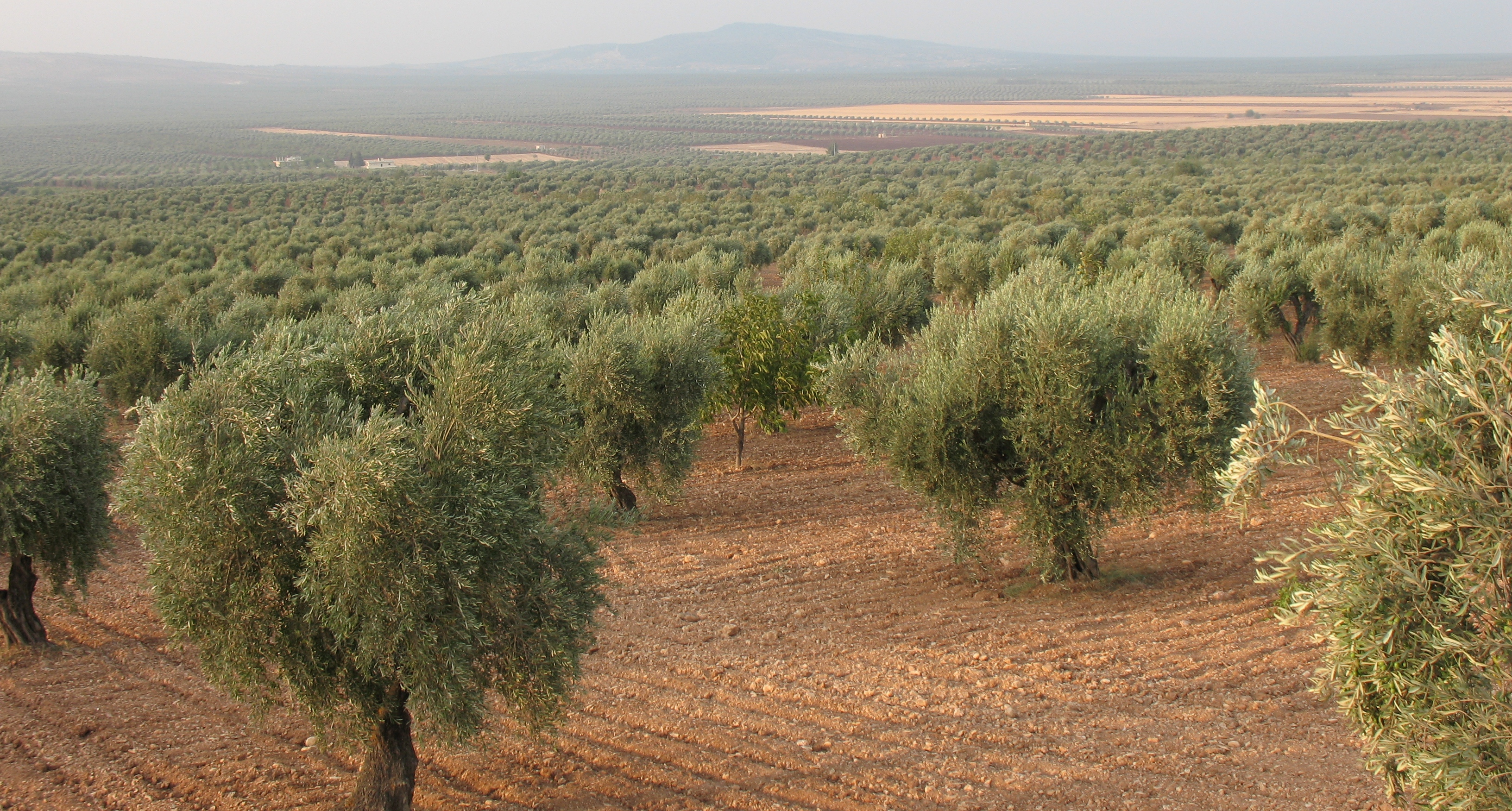
Les oliveraies : paysage typique de l'Andalousie.

Un des traits caractéristiques de l'Andalousie est la grande variété de paysages qui parsèment son territoire, en raison de sa position géographique alternant systèmes montagneux, plaines et côtes sur deux mers différentes. On trouve ainsi la vaste plaine du Guadalquivir, les sommets de la sierra Nevada, le désert de Tabernas (le seul désert aride d'Europe) ou encore les montagnes de la région de Grazalema, qui constituent la région la plus pluvieuse d'Espagne. L'on passe en quelques dizaines de kilomètres des plages de sable fin de Marbella aux pics des cordillères bétiques, du semi-désertique Cabo de Gata aux forêts de chênes verts de la sierra de Aracena ou aux marais du Guadalquivir (la Marisma), ou encore des plaines céréalières de la Campiña aux collines ondulées de Jaén plantées à l'infini d'oliviers.

## Relief

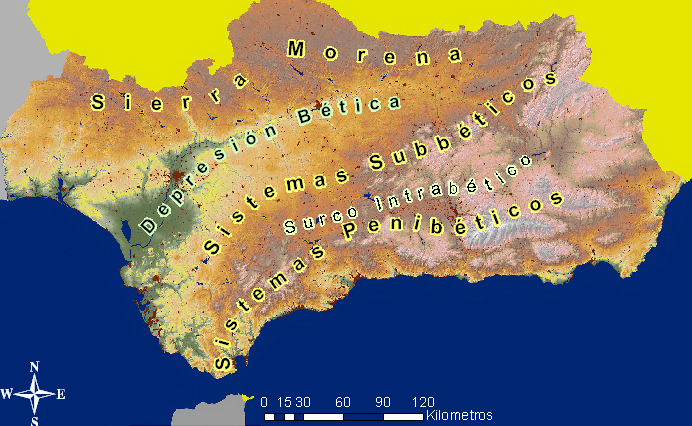
Carte du relief andalou

L'Andalousie présente un relief très contrasté, marqué par trois grandes unités qui structurent le territoire de la communauté autonome : la sierra Morena au nord, les cordillères Bétiques qui occupent le tiers sud-oriental et la dépression du Guadalquivir qui sépare ces deux systèmes montagneux en traversant l'Andalousie du nord-est au sud-ouest où la dépression s'élargit considérablement. Cette ordonnancement géographique en trois bandes parallèles définit une grande variété de régions naturelles et autant de paysages.
Il existe une rupture nette entre l'Andalousie orientale, au relief accidenté de montagnes et de hauts plateaux, et l'Andalousie occidentale, de basse altitude, dominée par la plaine du grand fleuve. Néanmoins, plus du tiers du territoire de la communauté est situé à plus de 600 mètres d'altitude, plus d'un millier de sommets dépassant les 1 000 mètres d'altitude.

### Zones de montagnes

#### La sierra Morena
La sierra Morena occupe l'extrémité septentrionale de l'Andalousie. Elle forme le rebord méridional de la Meseta castillane (massif hespérique), qu'elle sépare de l'Andalousie, et marque la frontière entre le bassin du Guadiana au nord et celui du Guadalquivir au sud. Elle parcourt d'ouest et est la communauté et occupe le nord des provinces de Huelva, Séville, Cordoue et Jaén. C'est dans cette dernière province que se trouve la seule voie d'accès naturelle à l'Andalousie depuis le nord : le défilé de Despeñaperros, dans la sierra de Andújar.
Il s'agit de massifs de moyenne altitude dont les sommets ne dépassent jamais 1 400 mètres, et présente un relief plus suave et moins accidenté que les cordillères Bétiques. La sierra Morena est une chaîne rectiligne, entaillée, notamment dans sa partie centrale, par l'érosion, qui a creusé de larges vallées, comme celle de Los Pedroches (province de Cordoue). Elle se compose de plusieurs sous-ensembles : sierra de Aracena (province de Huelva), sierra de Séville (province de Séville), sierra de Hornachuelos, sierra de los Santos et sierra de Cardeña y Montoro (province de Cordoue) et sierra de Andújar (province de Jaén).
Plus à l'est dans la province de Jaén se trouve la sierra de Segura, qui n'appartient pas à la sierra Morena mais constitue un sous-ensemble du système pré-bétique.

#### Les cordillères Bétiques

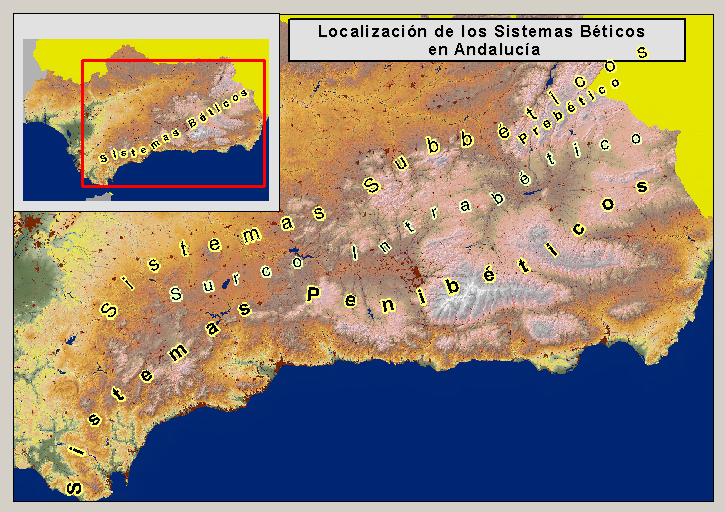
Situation des cordillères bétiques

Les cordillères - ou systèmes - bétiques occupent la moitié sud-est de l'Andalousie. Leur altitude en fait l'ensemble montagneux le plus important en Espagne. Elles s'étendent entre la vallée du Guadalquivir au nord, et la côte méditerranéenne au sud. D'ouest en est, elles couvrent la frange orientale de la province de Cadix et l'extrémité sud de celle de Cordoue, la totalité des provinces de Málaga, Grenade et Almería, le sud et l'est de la province de Jaén, et se prolongent ensuite vers le nord-est pour rejoindre le système ibérique et les Baléares.
Elles se présentent sous un aspect confus de vallées et de massifs montagneux entrelacés, dominés par la sierra Nevada où se dressent les plus hauts sommets espagnols : le Mulhacén (3 479 m d'altitude) et le Veleta (3 396 m). Il est toutefois possible de distinguer trois grands ensembles parallèles orientés plus ou moins d'ouest en est : la cordillère Subbétique (cordillera Subbética) au nord, la cordillère pénibétique (cordillera penibética) au sud, et la dépression du sillon intrabétique (es) (surco intrabético) entre les deux.
La cordillère subbétique s'étend du nord-est de l'Andalousie, jusqu'au sud-ouest et traverse le sud des provinces de Jaén et de Cordoue, le nord de la province d'Almería, et les provinces de Grenade et de Málaga. Ses contreforts parviennent jusqu'à l'extrémité orientale de la province de Séville (comarque de la sierra sud de Séville, autour d'Estepa). Elle consiste en une série de plissements calcaires au relief plutôt suave. Elle est composée d'un grand nombre de massifs plus ou moins importants tels que la Sierra Blanquilla, la sierra de Grazalema, la sierra de Gibalbín (province de Cadix), sierras subbéticas de Córdoba (province de Cordoue), la sierra Elvira, la sierra Mágina (province de Jaén), la sierra de la Pandera, la sierra Arana, la sierra de Huétor ou encore la sierra de Loja (province de Grenade). Cette dernière est en contact avec la cordillère pénibétique. Elle se prolonge ensuite plus à l'est par la sierra de la Pila, la sierra de la Lavia et la sierra de Ponce, dans la région de Murcie. Elle est précédée au nord-est par le petit système prébétique, à cheval sur les provinces de Jaén, Grenade, Almería et Alicante (Communauté valencienne). Il se compose de plusieurs petites chaînes orientées nord-sud : la sierra de Cazorla et la sierra de Segura dans la province de Jaén, la sierra de María dans la province d'Almería, la sierra de Castril et la sierra de la Sagra (la plus élevée) dans la province de Grenade.
La cordillère pénibétique est située plus au sud, parallèlement à la mer Méditerranée, depuis l'extrémité sud-orientale de la province de Cadix à la région de Murcie. C'est sur cette chaîne de montagnes que se dressent les plus hauts sommets andalous et espagnols. Il s'agit d'un socle métamorphique au relief fracturé, composé d'une succession de massifs au relief plus accidenté et à l'altitude plus élevée que dans la cordillère subbétique. Le plus important de ces massifs est la sierra Nevada, qui s'étend au sud de la province de Grenade et en partie sur celle d'Almería. Vingt-quatre sommets ou pics dépassent les 3 000 mètres d'altitude, notamment le Mulhacén, point culminant de la péninsule (mais non du pays). Autour de la sierra Nevada existent de nombreuses autres chaines montagneuses : Serranía de Ronda, sierra de Tejeda et sierra de Almijara dans la province de Málaga, sierra de Alhama, sierra de la Contraviesa et sierra de Baza dans la province de Grenade, sierra de Gádor, sierra de las Estancias et sierra de los Filabres dans la province d'Almería. Entre la sierra Nevada, au nord, et les sierras de Gádor et de la Contraviesa au sud, s'étendent les Alpujarras, une région de vallées isolées à cheval sur les provinces de Grenade et d'Almería, qui forment encore un cadre préservé recherché.

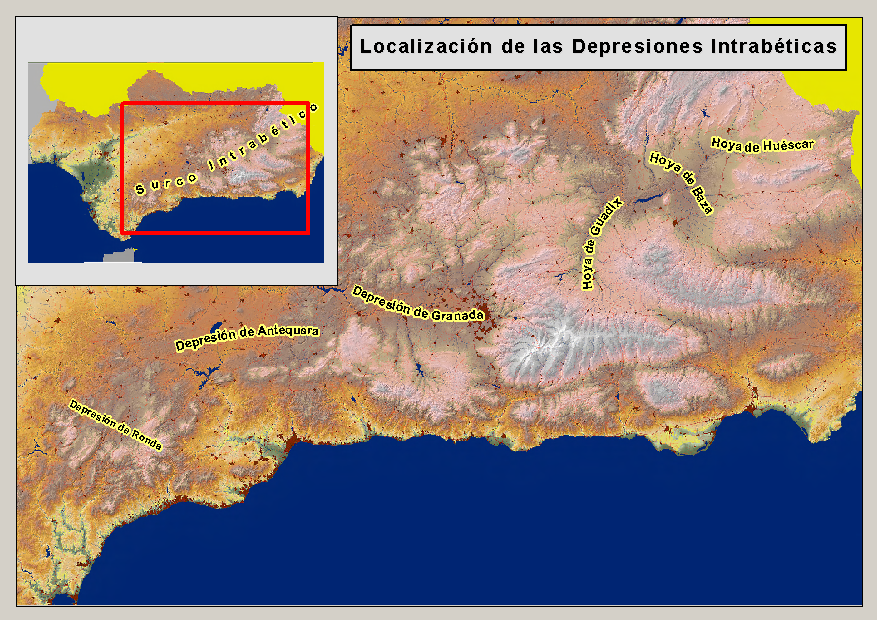
La dépression intrabétique

La dépression intrabétique (ou sillon intrabétique (es)) est une série de dépressions qui affectent les systèmes bétiques entre les deux cordillères précédemment évoquées, qu'elle sépare sous la forme d'un couloir. Il s'agit d'un ensemble de petites dépressions discontinues qui s'étendent d'ouest en est parallèlement à la côte : les dépressions de Ronda (rattachée à la cordillère pénibétique), Antequera (reliée à la dépression du Guadalquivir, elle est un ancien golfe de la mer qui occupait autrefois la plaine du grand fleuve), Grenade, ainsi que les fossés ou cuvettes (hoyas) de Guadix, Baza et Huéscar (rattachés à la cordillère Subbétique). La dépression intrabétique est une succession de plaines aux sols marneux et argileux, très fertiles. Au fond de la dépression de Grenade se trouve ainsi la fameuse Vega, exploitée depuis des siècles pour la qualité de ses sols.

### La plaine du Guadalquivir

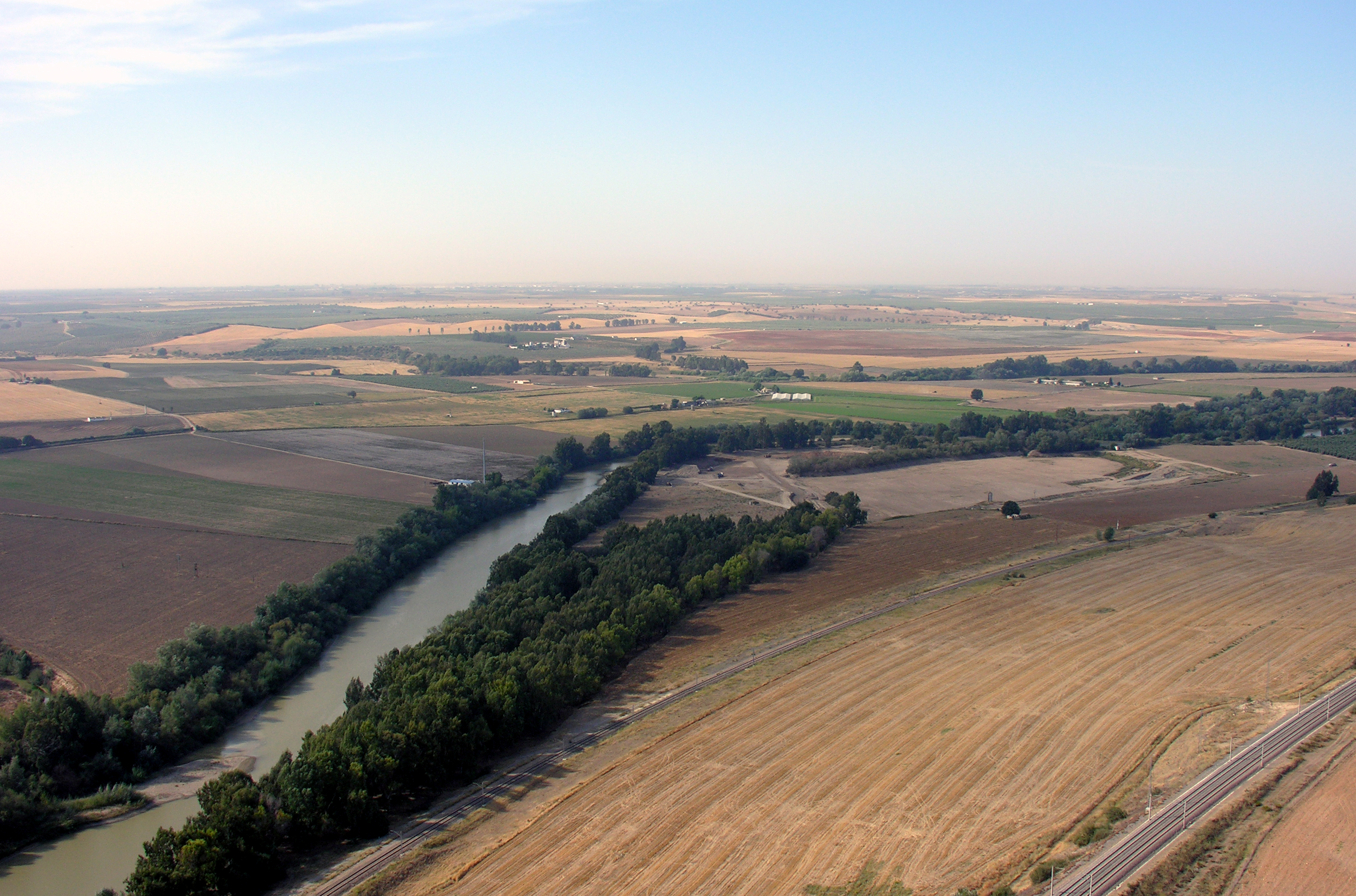
Le Guadalquivir et sa plaine à Almodóvar del Río

La dépression - ou vallée - du Guadalquivir est l'épine dorsale de l'Andalousie. Séparant la sierra Morena des cordillères bétiques, elle s'étend depuis la source du fleuve, dans la sierra de Cazorla, puis s'élargit peu à peu en suivant le cours du fleuve, qui file vers le sud-ouest. Elle affecte les provinces de Jaén, Cordoue, Séville, Cadix et Huelva.
La vallée est apparue après l'orogenèse alpine. En raison de sa situation entre deux chaînes montagneuses, elle s'est progressivement remplie de dépôts alluvionnaires marneux et argileux, provenant de l'érosion des massifs.
À l'est, dans la province de Jaén, la dépression s'établit sur des reliefs de collines d'altitude (Loma de Úbeda), avant de redescendre vers des zones moins élevées en avançant vers Cordoue, où les paysages de la vallée sont marqués par la présence de douces collines ondulées. La dépression s'élargit au rythme de sa progression, pour former de vastes plaines, ponctuées à l'est de Séville de quelques affleurements calcaires appelés alcores. La vallée du Guadalquivir forme dans ces plaines un ensemble de terres très fertiles, exploitées depuis des millénaires. Plus au sud, la dépression s'élargit considérablement, et dessine de vastes marais, la marisma établis sur une plaine alluvionnaire fluviomarine pas encore colmatée.

### Les côtes

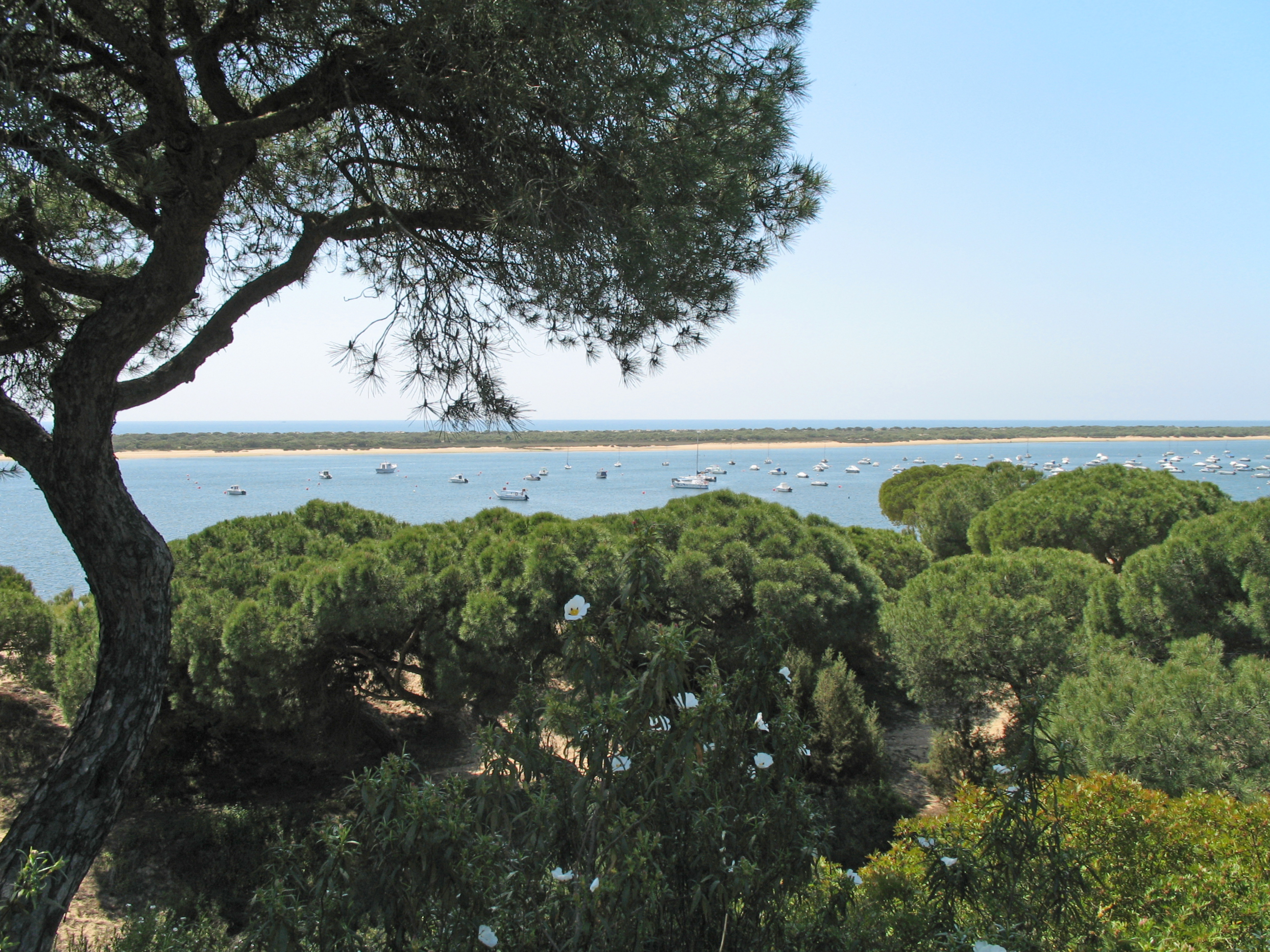
Le littoral atlantique, El Rompido (Huelva)

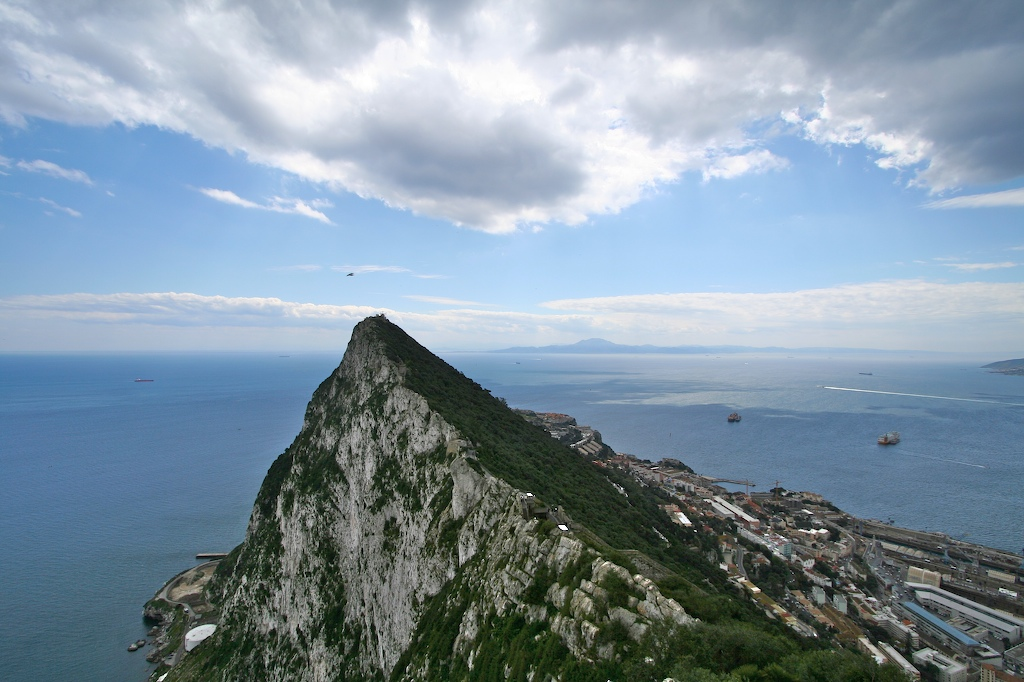
Le Détroit de Gibraltar

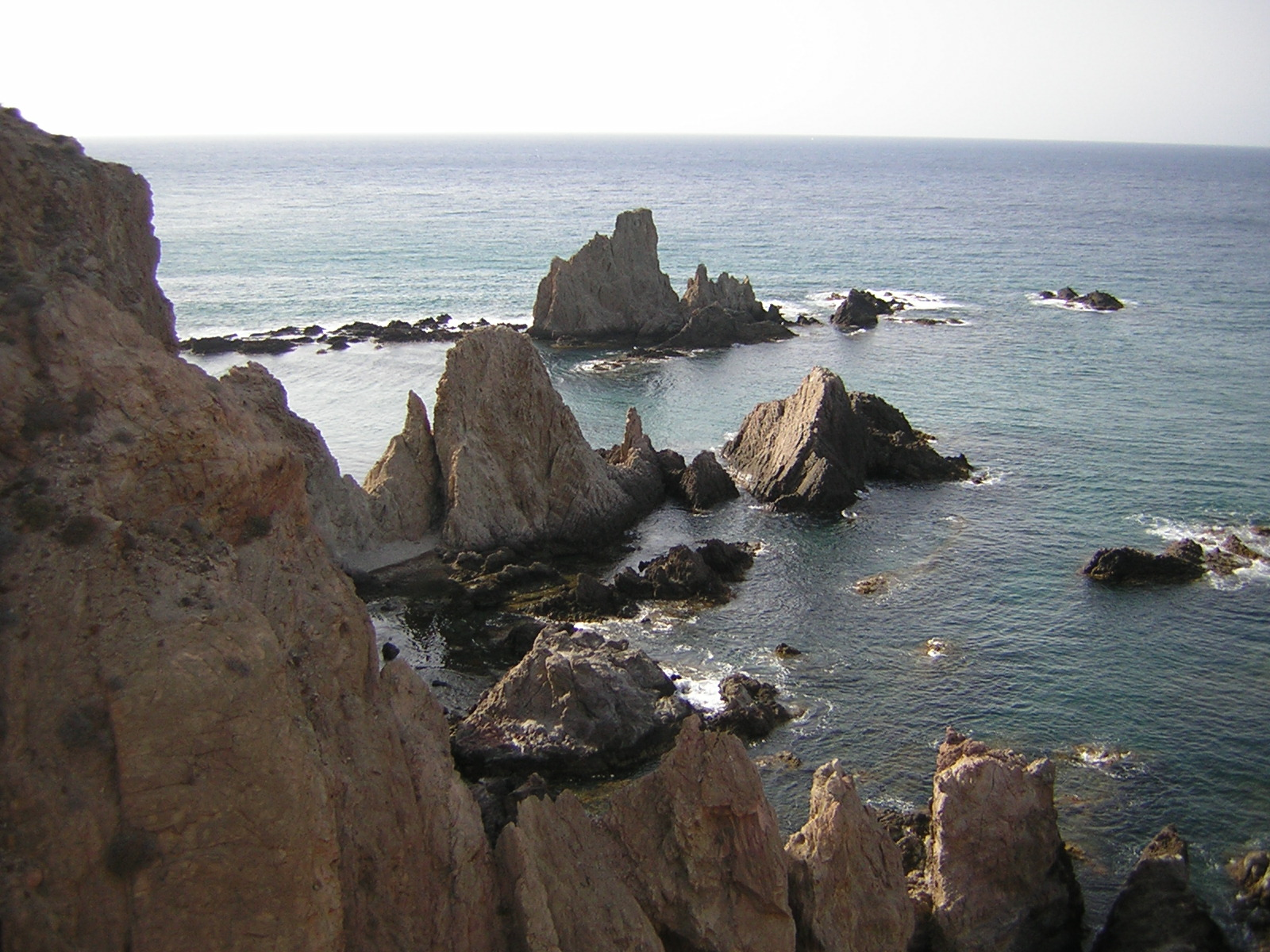
Vue du Cabo de Gata sur la côte méditerranéenne d'Almería

L'Andalousie est baignée par l'océan Atlantique depuis la frontière portugaise jusqu'au détroit de Gibraltar, et par la mer Méditerranée depuis le détroit jusqu'à la frontière murcienne. Elle est bordée par 864 kilomètres de côtes, largement surexploitées, plus particulièrement sur le versant méditerranéen.
Bordant la province de Huelva et une grande partie de celle de Cadix, la côte atlantique - appelée ici Costa de la Luz (côte de la lumière) - est basse et sableuse, elle ne possède aucun relief escarpé, et très peu de roches, les montagnes (Aracena, Grazalema, Blanquilla) se trouvant souvent éloignées de la côte. En revanche, cette configuration offre d'immenses plages de sable fin, moins exploitées que sur la côte méditerranéenne.
La composition sableuse des côtes a entraîné la formation de nombreux sites naturels de grande valeur. Outre les dunes, très présentes sur le littoral de Huelva, de nombreuses lagunes se succèdent le long du cordon littoral gaditan. Par ailleurs, les estuaires du Guadiana, de l'Odiel, du Río Tinto et surtout du Guadalquivir sont occupés par de gigantesques marais (marismas). Les marais du Guadalquivir sont en grande partie classés au sein du parc naturel et surtout du parc national de Doñana.
Le littoral méditerranéen est nettement plus rocheux, en raison de la proximité de la cordillère pénibétique. Les falaises escarpées où se lotissent d'innombrables criques alternent avec de des plages de sable moins longues et moins ouvertes que sur l'Atlantique, souvent bétonnées. La région constitue en effet un des hauts-lieux du tourisme de masse espagnol, dont la station balnéaire de Torremolinos est le symbole. D'autres villes, telle Marbella, ont opté pour un tourisme plus luxueux. Quatre côtes, correspondant à autant de provinces, se succèdent d'ouest en est : la Costa gaditana (côte gaditane), sur le littoral méditerranéen de la province de Cadix (d'Algésiras à San Roque), la Costa del Sol (côte du soleil) dans la province de Málaga, la Costa tropical (côte tropicale) dans la province de Grenade et la Costa de Almería (côte d'Almería) dans la province homonyme. Une grande partie de la côte d'Almería, autour du Cabo de Gata, est classé parc naturel.

## Hydrographie
Le régime hydrographique de l'Andalousie se distribue entre plusieurs grands bassins, répartis entre les versants atlantique et méditerranéen. Depuis 2005, plusieurs accords entre l'État et la Junta de Andalucía ont permis de transférer progressivement à cette dernière la gestion des eaux de la communauté autonome. Le bassin du Guadalquivir a été le dernier à être transféré, en vertu d'un accord survenu en novembre 2007.
La caractéristique essentielle des fleuves et rivières andalous est leur débit irrégulier, soumis à un régime d'étiage notable, notamment sur le versant méditerranéen. Le débit des cours d'eau atteint son maximum au printemps et à l'automne, à la saison des pluies, pour baisser considérablement durant les mois d'été, jusqu'à laisser parfois (exclusivement sur le versant méditerranéen) le lit asséché. Les crues ne sont toutefois pas rares à la saison des pluies.
L'immense majorité des fleuves de la région sont alimentés par les pluies automnales et printanières. Seules les rivières prenant leur source dans la sierra Nevada bénéficient d'un régime nivo-pluvial, notamment lors de la fonte des neiges printanière.
Afin d'optimiser l'utilisation des ressources en eau, la région s'est dotée depuis les années 1960 d'importantes infrastructures hydrauliques. Des barrages ont été bâtis sur tous les cours d'eau majeurs, pour l'alimentation en eau et l'irrigation, mais également pour assurer la production d'électricité. La gestion des ressources a néanmoins montré ses limites dans certains domaines. Les aquifères, très présents dans les sols calcaires de l'est, ont été surexploités, tout comme certaines zones humides côtières. Seuls les espaces protégés ont été épargnés par ce gaspillage.

### Versant atlantique
Le bassin atlantique constitue la première ressource hydrologique de l'Andalousie, vertébrée autour du Guadalquivir, le fleuve roi qui détermine en grande partie par son tracé la configuration géographique de la région. Les fleuves et rivières tributaires de l'Atlantique se répartissent en plusieurs bassins versants représentant une superficie totale de 68 674 km2, soit près de quatre fois la superficie totale des bassins du versant méditerranéen.

#### Bassin du Guadalquivir

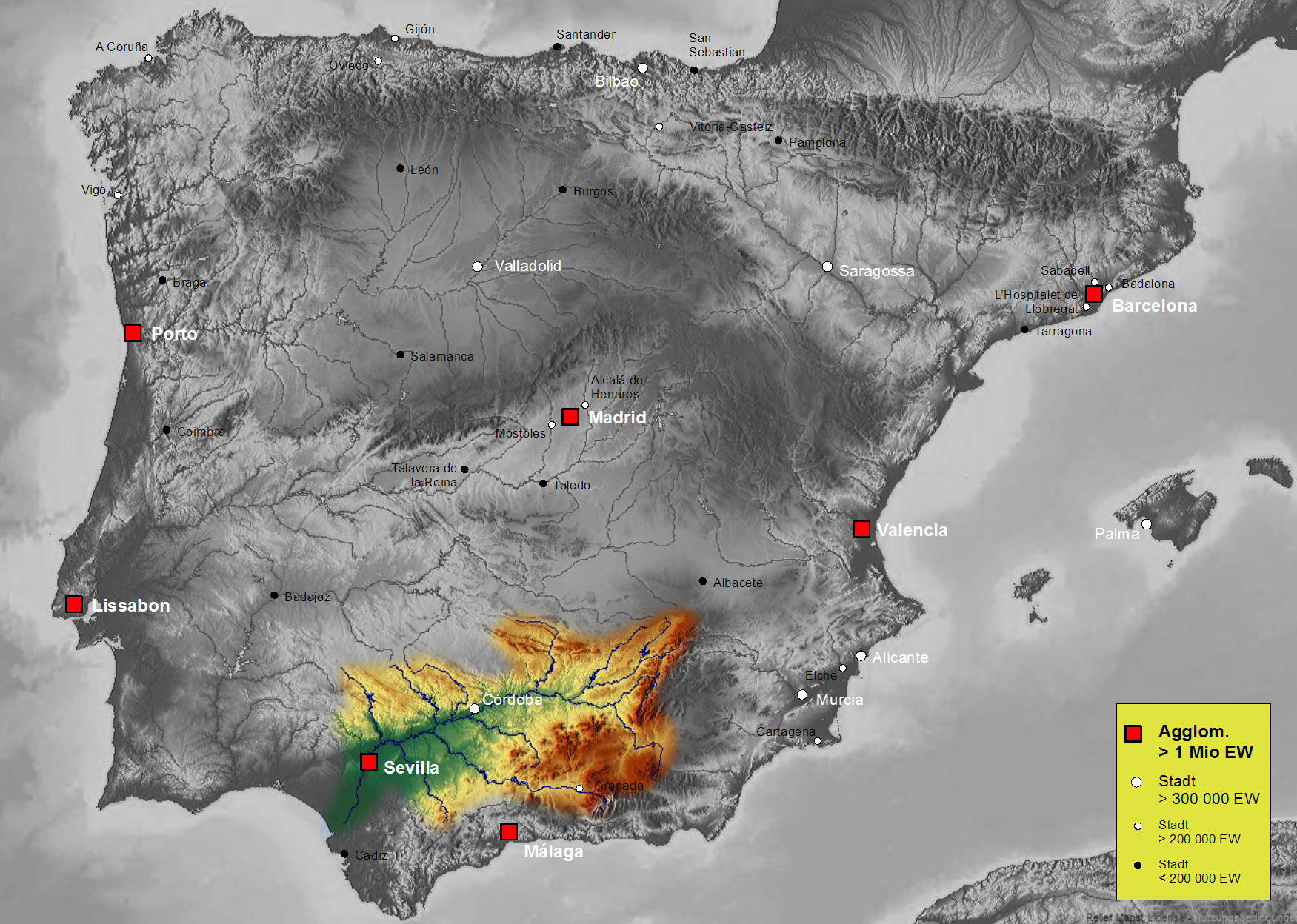
Le bassin du Guadalquivir

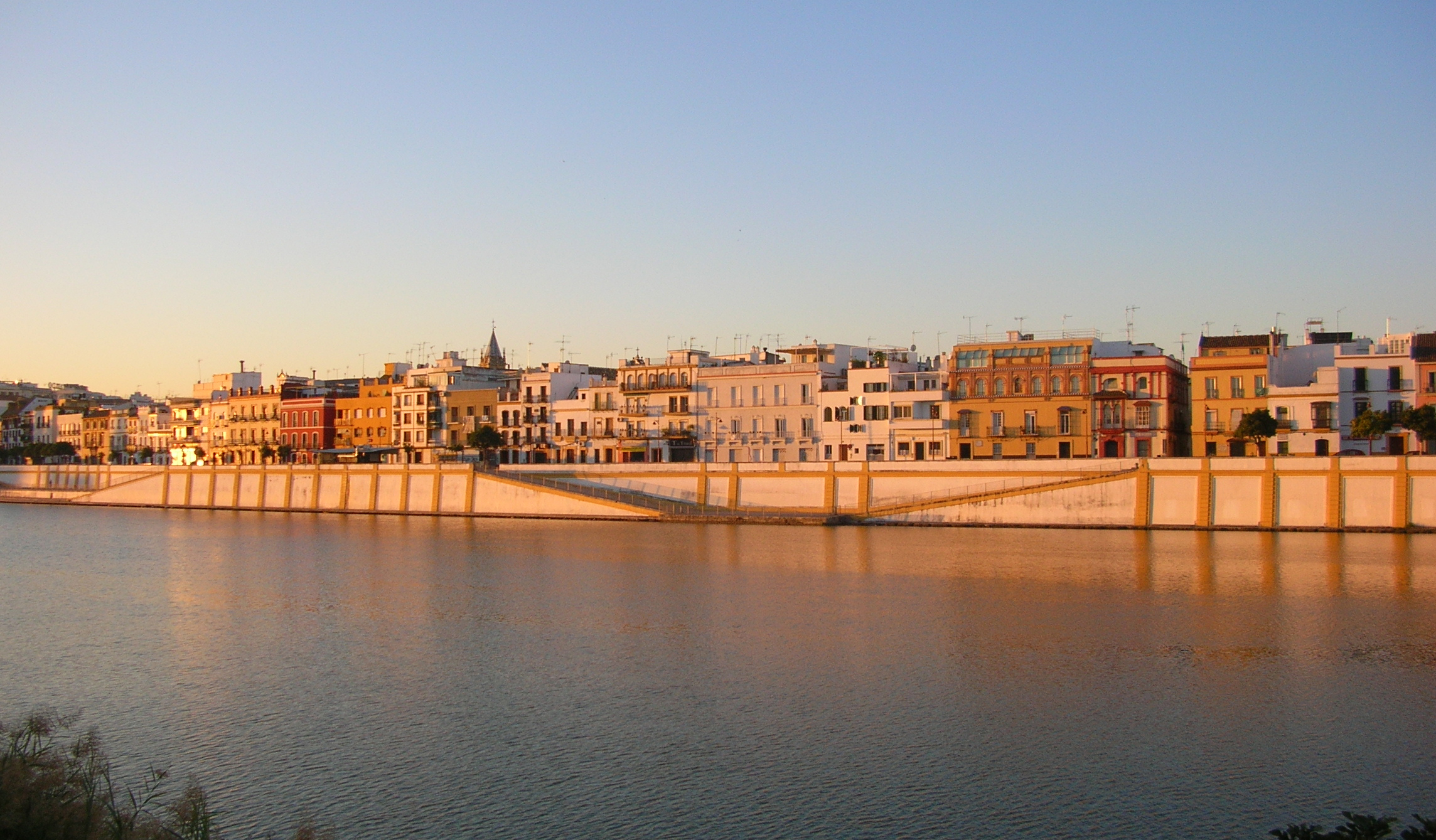
Le Guadalquivir à Séville

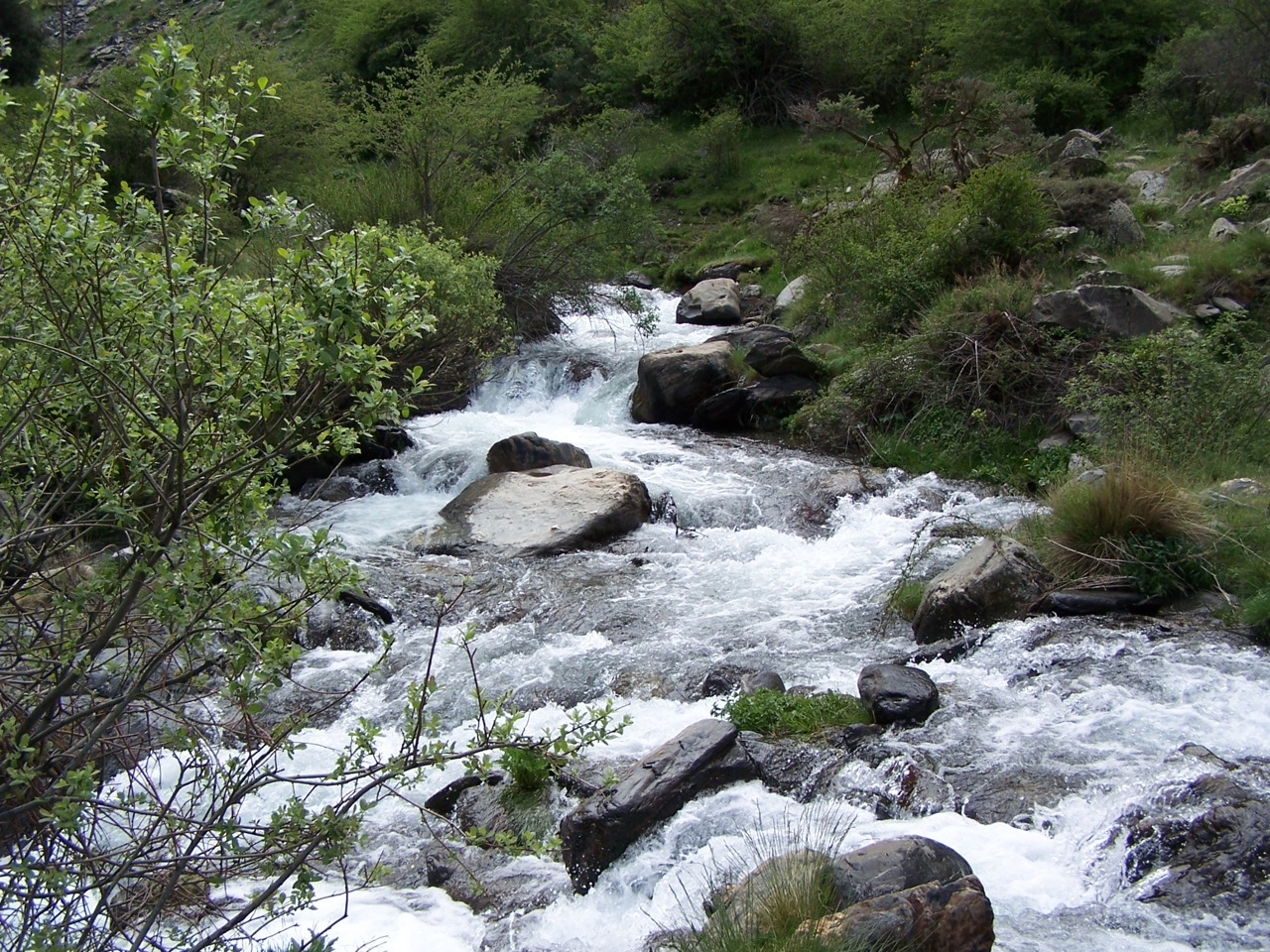
Le Genil à proximité de sa source.

Le Guadalquivir est le plus important de tous les fleuves andalous, son bassin s'étendant sur 57 527 km2, dont 90 % en Andalousie. Son bassin étend son emprise sur 65 % de la surface de la communauté, vers laquelle sa vallée de terres basses laisse pénétrer l'influence marine. Traversant la communauté autonome du nord-est au sud-ouest, il forme une large vallée structurant le territoire, en séparant les massifs de la sierra Morena au nord, et les cordillères bétiques au sud. Son long cours (657 kilomètres), son débit (164,3 m3/s en moyenne à Séville) ainsi que les nombreuses rivières qui viennent gonfler son cours depuis les montagnes, en font une précieuse ressource pour une grande partie de la région. Craint pour ses crues, il s'est vu doter, tout comme ses principaux affluents, de barrages. Il a par ailleurs été largement canalisé, notamment dans sur son cours inférieur, entre Isla Mayor et l'embouchure.
Son importance historique est grande : il servit durant longtemps de voie commerciale, et son rôle dans l'alimentation en eau pour la consommation ou l'irrigation est capitale. Utilisé pour la production de riz sur son cours inférieur, il accueille par ailleurs le seul port fluvial d'Espagne, le port de Séville. Célébré dans les arts et la littérature, le Bætis romain, devenu le grand fleuve des musulmans d'Espagne (al-wadi al-Kabir), il est un symbole fort de l'histoire et de l'identité andalouse.
Le fleuve naît à la Cañada de Aguas Frías dans la sierra de Cazorla, au nord-est de la province de Jaén. Il file ensuite lentement vers le sud-ouest en recevant les eaux de nombreux affluents, dont le plus important est le Genil. Après avoir traversé des villes de l'importance de Cordoue et Séville, il se jette dans l'océan Atlantique à hauteur de Sanlúcar de Barrameda, sur sa rive gauche, en déterminant la frontière entre les provinces de Cadix et de Huelva (commune d'Almonte). Il forme depuis le sud de la province de Séville de gigantesques zones humides, appelées marais du Guadalquivir ou marisma, dont le cœur constitue le parc national de Doñana, classé sur la liste du patrimoine mondial de l'Unesco depuis 1984.
Les affluents du fleuve, eux-mêmes nourris par d'innombrables ruisseaux et rivières, sont nombreux, et contribuent à l'extension du bassin et au maintien d'un débit continu, en dépit de l'irrégularité des précipitations. Ceux de la rive droite proviennent de massifs de la sierra Morena, et, des petites sierras du sud de la Meseta castillane. On trouve ainsi le Guadalimar, le Jándula, le Yeguas, le Guadalmellato, le Guadiato, le Bembézar, le Viar, et la Rivera de Huelva. Les rivières de la rive gauche trouvent leur origine dans les chaînes montagneuses des cordillères bétiques. Ce sont les plus abondants, alimentés notamment au printemps par la fonte des neiges de massifs tels que la sierra Nevada. On trouve d'amont en aval, le Guadiana Menor, le Guadalbullón, le Guadajoz, le Genil (le plus important des affluents, qui draine les eaux de la sierra Nevada, depuis les pieds du Mulhacén), le Corbones et le Guadaíra. Le Guadiana Menor fait l'objet d'une polémique, certains géographes affirmant qu'il ne serait pas l'affluent du Guadalquivir, mais que, à l'inverse, ce dernier serait son tributaire. D'autres cours d'eau de bien moindre importance contribuent également au débit du grand fleuve andalou.

#### Autres bassins versants

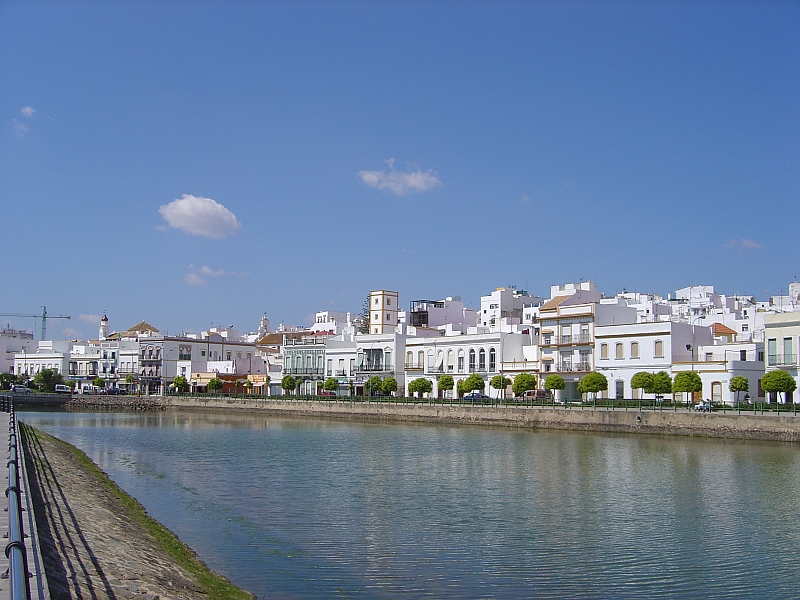
Le Guadiana à Ayamonte

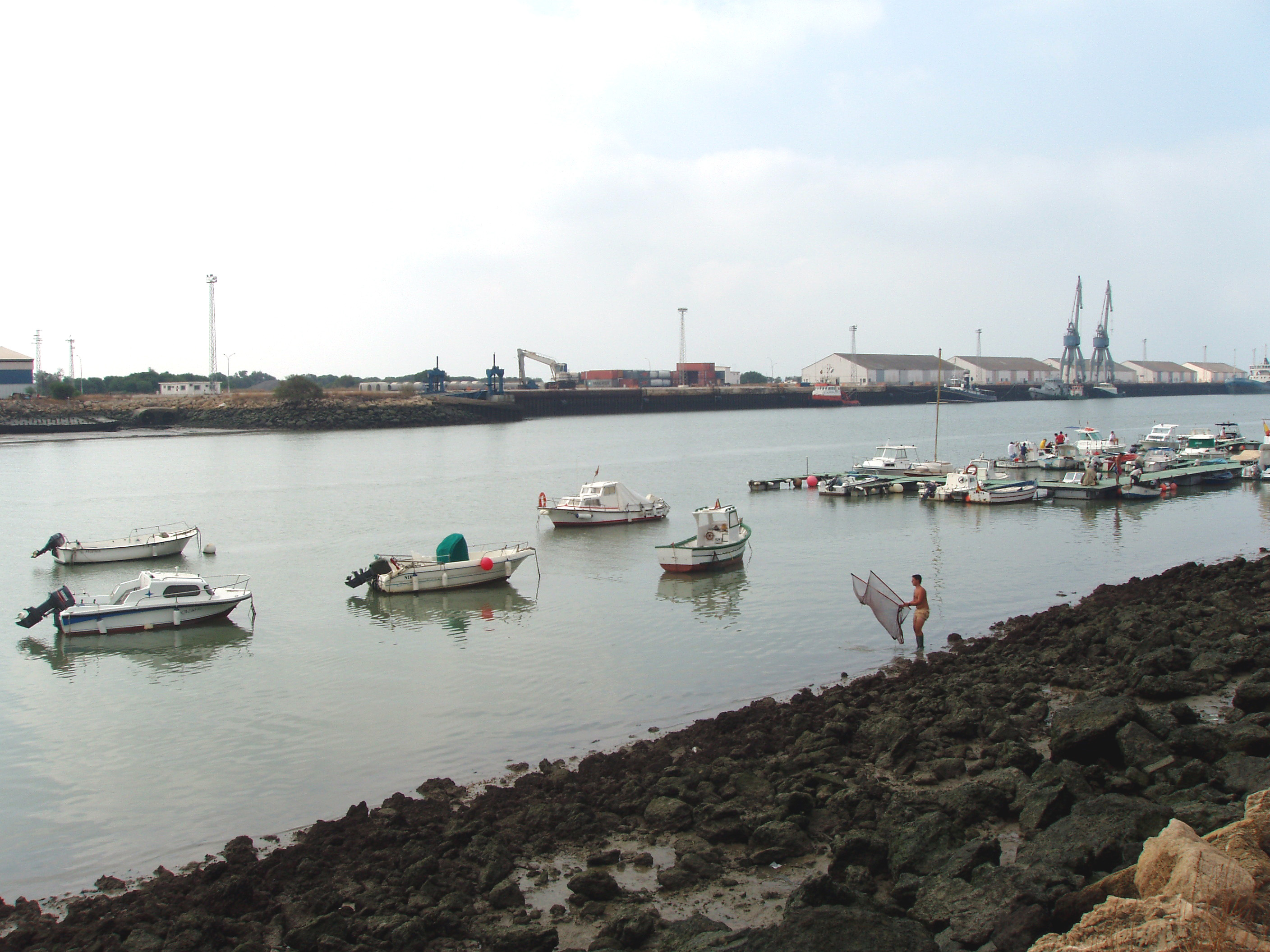
L'embouchure du Guadalete

En dehors du bassin du Guadalquivir, le littoral atlantique andalou voit déboucher plusieurs fleuves importants. À l'instar du grand fleuve, certains de ces cours d'eau forment un estuaire riche en zones humides, dues à la configuration basse et sablonneuse du littoral.
Le Guadiana n'est pas à proprement parler un fleuve andalou. Surgi dans la province de Ciudad Real, il parcourt les communautés autonomes de Castille-La Manche et d'Estrémadure, avant de pénétrer au Portugal. À partir de la confluence avec le Chanza, le Guadiana se dirige vers le sud en servant dès lors de frontière entre l'Espagne (province de Huelva) et le Portugal. Il se jette dans l'Atlantique, entre les villes d'Ayamonte, en Espagne, et de Vila Real de Santo António, au Portugal. En Andalousie, son bassin versant comprend 5 614 km2 (soit environ 10 % du total du bassin), répartis sur le nord de la province de Cordoue et la frange occidentale de la province de Huelva.
Entre le Guadiana et le Guadalquivir se trouvent l'Odiel et le río Tinto. Ces deux fleuves et leurs affluents forment un bassin qui irrigue une grande partie de la province de Huelva. L'Odiel naît dans la sierra de Aracena et coule vers le sud, en passant par Huelva. À hauteur de Palos de la Frontera, il rejoint le Río Tinto, né entre Nerva et Minas de Río Tinto, dans la petite sierra de Padre Caro. Les deux cours d'eau forment alors la Ría de Huelva, une vaste embouchure composée de marais. Le Río Tinto est célèbre pour les mines de Corte Ayala et de ses environs (les plus grandes d'Europe à ciel ouvert), exploitées depuis l'Antiquité, et qui lui procurent - ainsi qu'à certains de ses affluents - des teintes rouge sombre, dues à la forte teneur en oxyde de fer. Les deux fleuves bénéficient de quelques affluents peu abondants, mais souvent pourvus de barrages : l'Escalada, le Meca, l'Olivargas, l'Oraque (le plus important), le Santa Eulalia et le Villar pour l'Odiel, le Nicoba, le Jarrama, le Domingo Rubio, le Corumbel, et le Casa de Valvarde y Candón dans le cas du Río Tinto.
Il existe également un petit fleuve d'une soixantaine de kilomètres de longueur, situé entre le Guadiana et l'Odiel, le Piedras. Il surgit à Villanueva de los Castillejos, puis se dirige vers l'Atlantique, dans lequel il se jette parallèlement à la côte en raison de la présence d'un cordon littoral en flèche, entre la Flecha de Nueva Umbría (commune de Lepe) et El Portil (commune de Cartaya).
La province de Cadix est, quant à elle, arrosée par le bassin du Guadalete, le deuxième plus long d'Andalousie, avec 157 kilomètres. Il jaillit à proximité de Grazalema, dans les montagnes du nord de la province, puis rejoint l'océan dans la Baie de Cadix, à El Puerto de Santa María, entre marais et lagunes. En dépit de sa faible longueur, c'est un fleuve au débit relativement élevé en raison de la forte pluviosité de la sierra de Grazalema, dont les roches calcaires retiennent le fruit des précipitations. Son affluent principal est le Majaceite, ou Guadalcacín, d'une cinquante de kilomètres de long, qui naît au sud de la sierra de Grazalema et rejoint le Guadalete à proximité d'Arcos de la Frontera.
Enfin, entre l'estuaire du Guadalete et la pointe de Tarifa se trouvent un certain nombre de petits fleuves côtiers qui complètent le réseau fluvial du versant atlantique. Le Barbate est le plus important de ces cours d'eau. Il s'étale sur une longueur d'environ 80 kilomètres, entre la sierra del Aljibe et la ville de Barbate, après avoir reçu les apports de petits affluents, tels que le Celemín, l'Alberite, l'Almodóvar et l'Álamo.

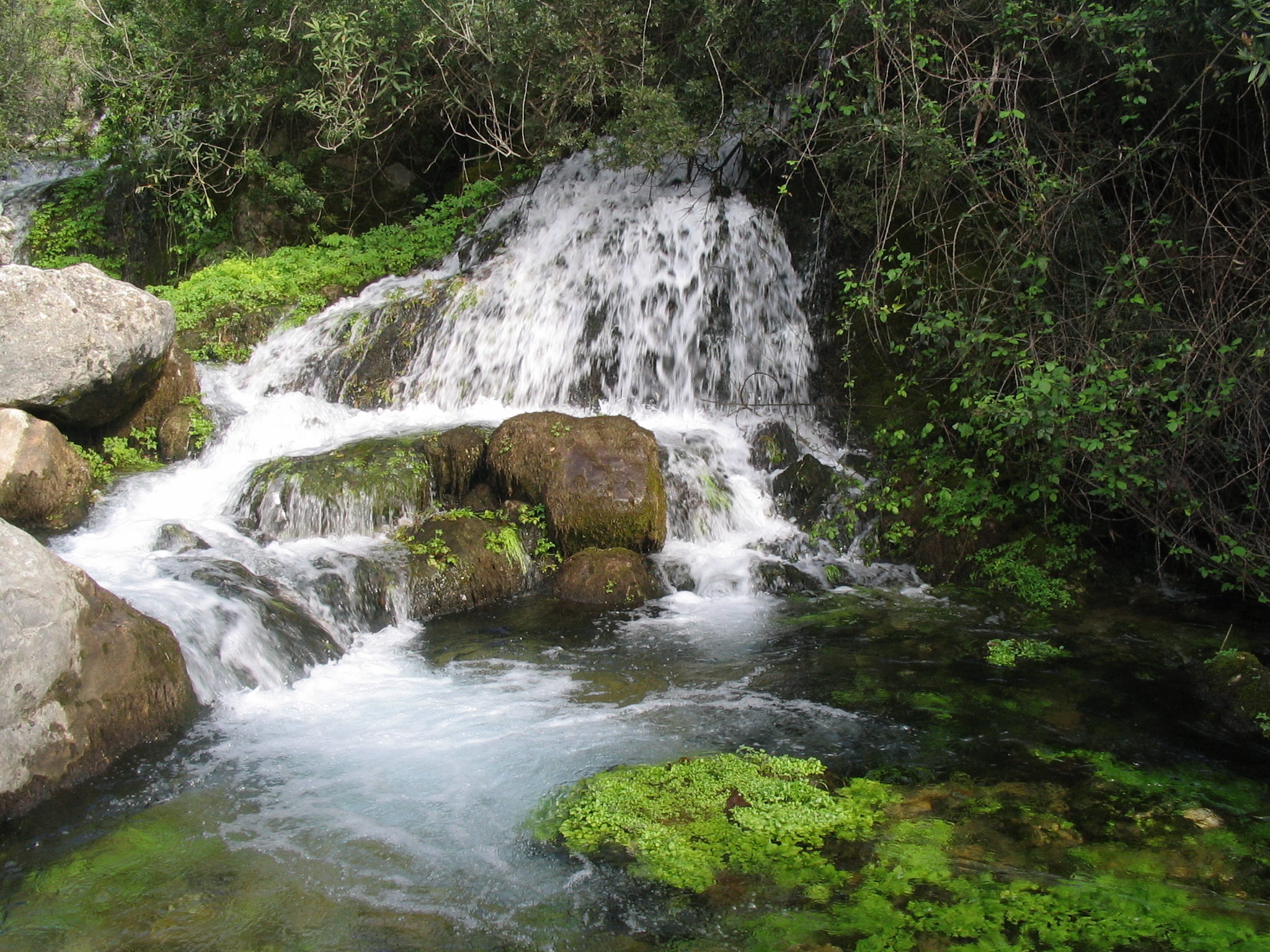
Le Majaceite à sa source
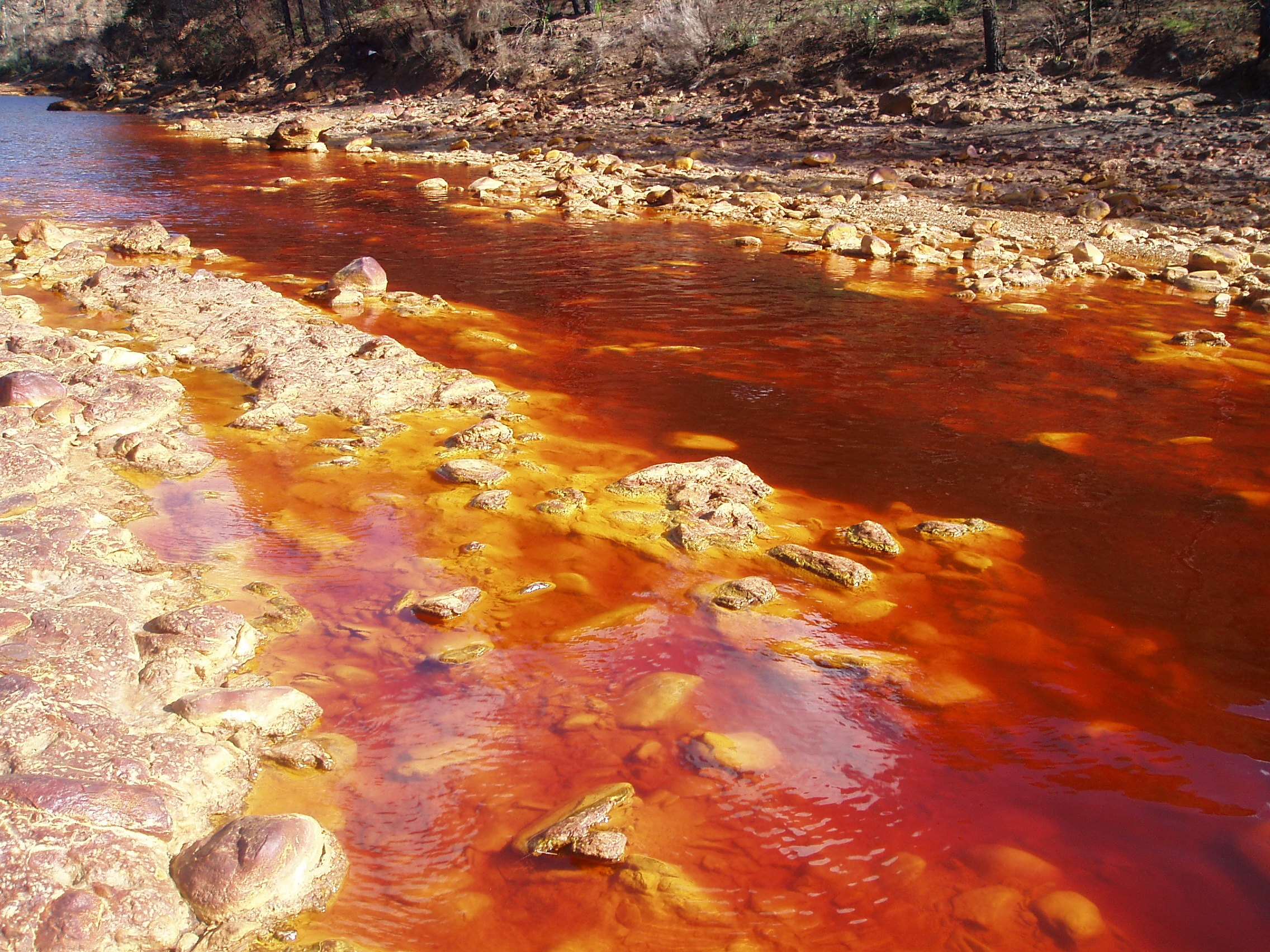
Le Río Tinto

### Versant méditerranéen

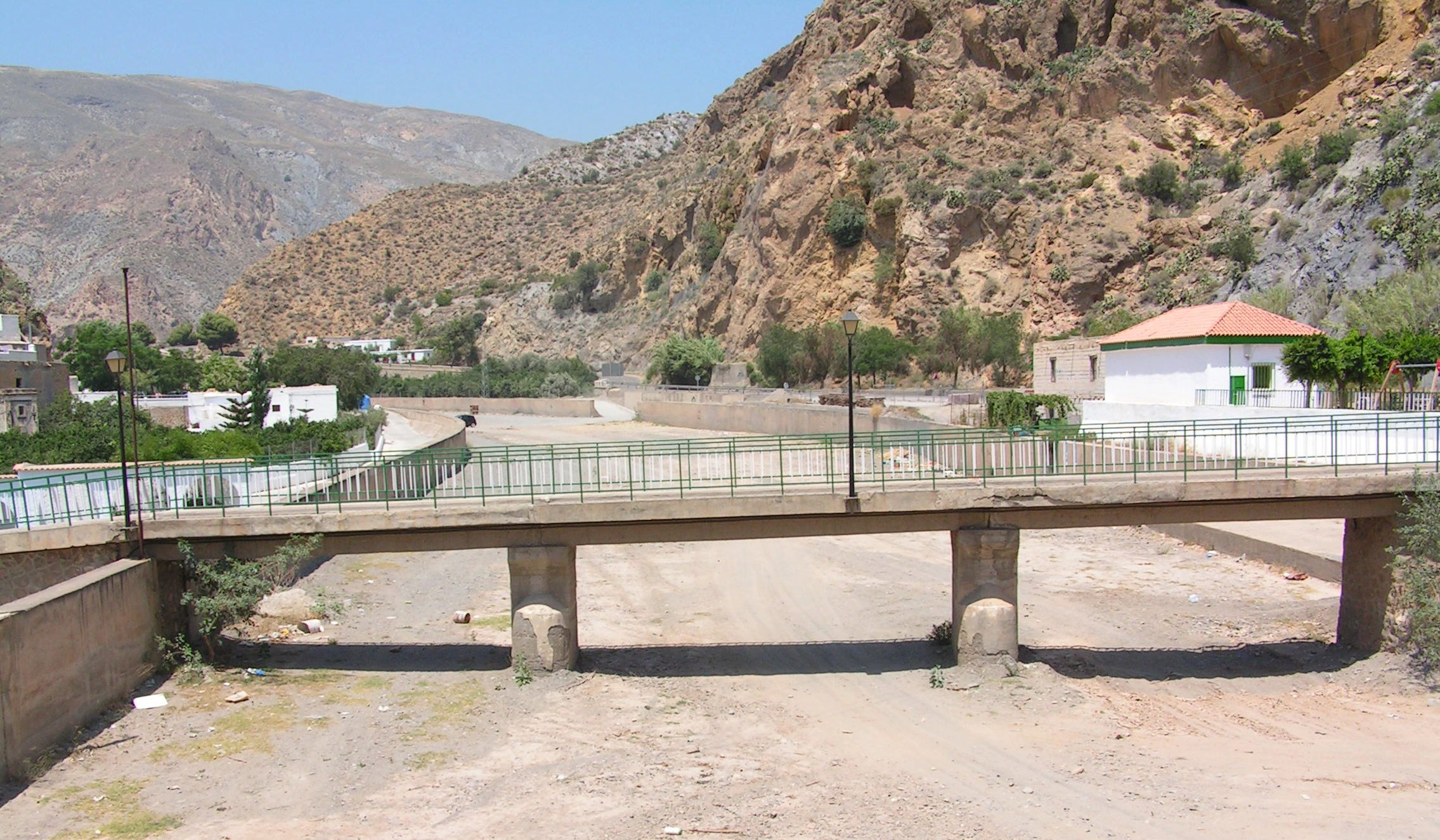
Exemple d'une rambla asséchée près d'Almería

Le versant méditerranéen s'étend au sud de la cordillère pénibétique, qui alimente les quelques fleuves et rivières regroupés au sein d'un même bassin versant : la cuenca del sur. Totalisant une superficie de 18 425 km2 le système fluvial méditerranéen alimente en eau la frange méridionale de l'Andalousie sur cinquante kilomètres de largeur, entre la cordillère pénibétique et la côte, et 350 kilomètres de longueur, depuis la pointe de Tarifa, dans la province de Cadix, à la province d'Almería.
Le versant se caractérise, d'une part, par un éclatement des ressources en eau en une multitude de fleuves mineurs, à l'inverse du versant atlantique, dont les eaux sont concentrées sur quelques grands fleuves aux bassins très denses. Les fleuves du versant méditerranéen se différencient par leur étroitesse et leur faible longueur, due à la courte distance entre les montagnes où ils trouvent leur source et le littoral.
D'autre part, il se distingue par des débits très irréguliers, qui conduisent à l'assèchement saisonnier d'un certain nombre de fleuves côtiers ou de cours d'eau secondaires descendus des pentes des montagnes. En s'asséchant, ces rivières intermittentes forment des ramblas (ou ravines), propices aux ravages lors d'épisodes pluvieux intenses à l'automne ou au printemps. Ce phénomène s'observe particulièrement sur la partie orientale du versant, isolée par les sommets de la sierra Nevada, qui bloquent les dépressions et limitent drastiquement les précipitations.
Parmi les très nombreux cours d'eau du versant, quelques-uns se signalent par leur importance, que ce soit en termes de débit, d'extension du bassin versant, d'exploitation ou de valeur écologique.

#### Fleuves méditerranéens de la province de Cadix

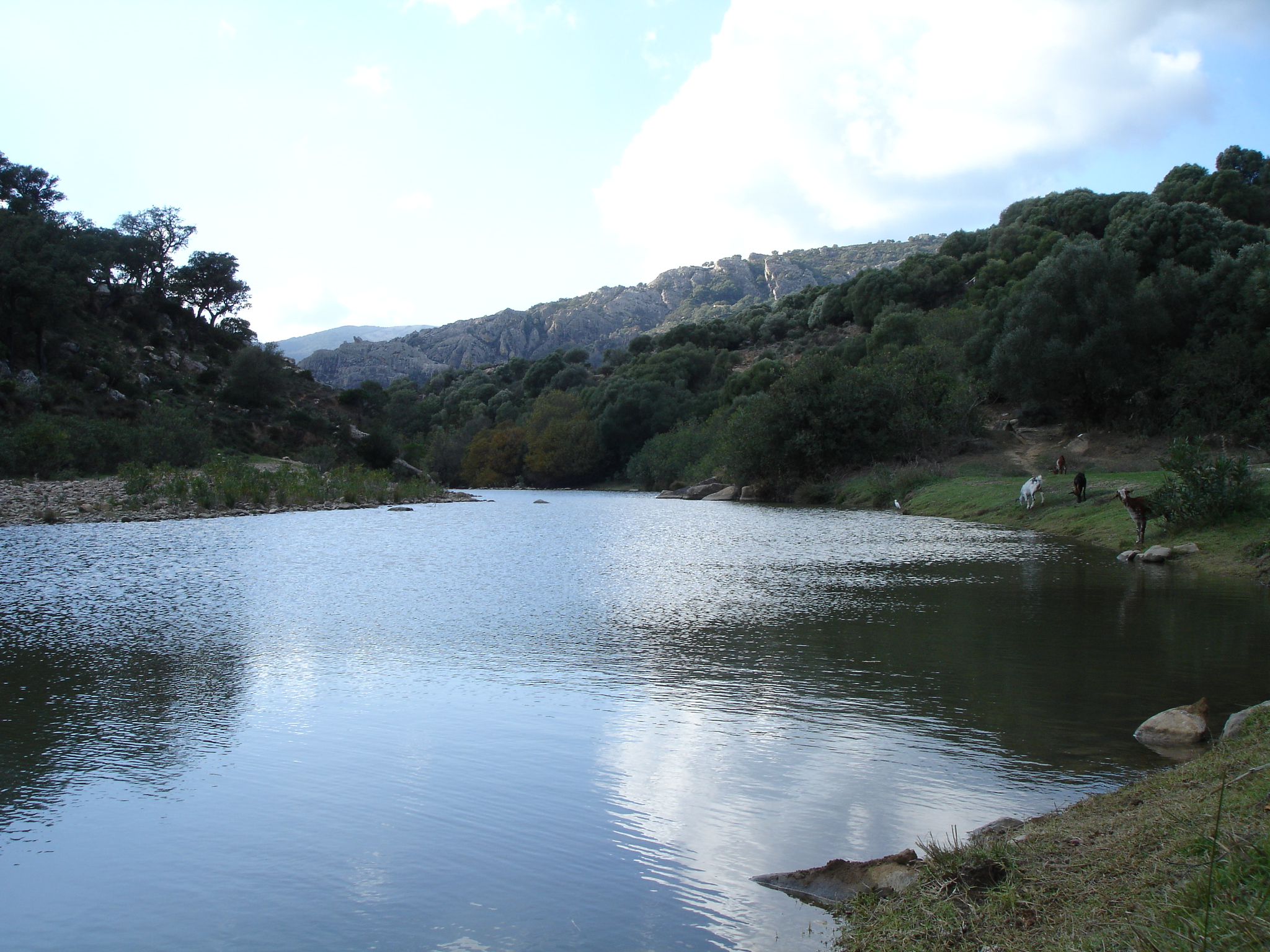
Le Hozgarganta

La province de Cadix est essentiellement irriguée par des cours d'eau se jetant dans l'océan Atlantique. Néanmoins, une partie de la sierra de Grazalema, ainsi que la région du Campo de Gibraltar et le parc naturel de Los Alcornocales sont traversés par des fleuves et rivières du versant méditerranéen. Les plus importants sont le Guadarranque, le Palmones et le Guadiaro. Le Palmones (appelé également le Cañas) est un petit fleuve côtier de 17 kilmomètres, qui naît au Cerro del Palmito, dans la sierra Blanquilla, et évolue vers le sud en formant de nombreux méandres. Après avoir reçu les eaux de son principal affluent, le Guadacorte, il se déverse dans la mer en formant un petit delta formé de marais, les marismas de Palmones. Le Guadarranque, de 37 kilomètres de longueur, naît à la Loma del Padrón, sur le territoire de Jimena de la Frontera, dans le parc naturel de la sierra de los Alcornocales. Il se dirige ensuite vers le sud, et se jette dans la baie d'Algésiras, en séparant les territoires communaux de San Roque et de Los Barrios. Le Guadiaro constitue, quant à lui, un cas particulier : bien qu'il achève son cours à Guadiaro, dans la commune gaditane de San Roque, son cours s'étend principalement dans la province de Malaga. Il naît en effet dans la Serranía de Ronda, et creuse une vallée très riche en faune et en flore, en sinuant à travers des zones de basses montagnes. Il reçoit à son embouchure le débit de son principal affluent, le Hozgarganta, une importante rivière née dans le nord du parc de Los Alcornocales. Le Guadiaro forme un estuaire d'une très grande richesse ornithologique, jouissant d'une protection de la part de la Junta de Andalucía.

#### Bassins versants de la province de Málaga

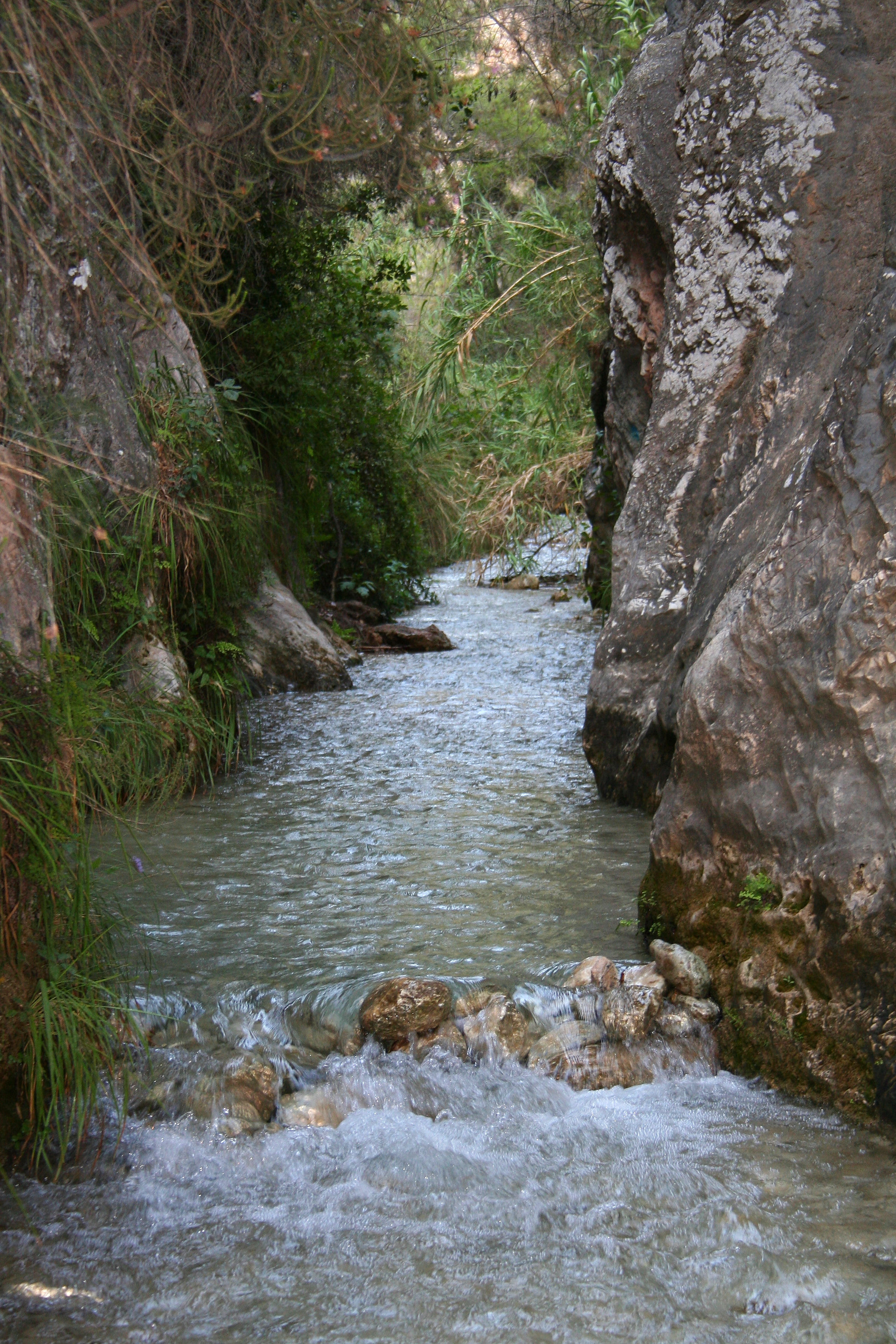
Le Chíllar

La province de Malaga est alimentée par plusieurs fleuves descendus des massifs de la cordillère pénibétique. Le plus important d'entre eux est le Guadalhorce, de 166 kilomètres de longueur. Il naît au col de Los Alazores, à la frontière entre la province de Málaga et celle de Grenade. Il s'enfonce par la suite vers l'est, dans la dépression d'Antequera, avant d'amorcer un virage vers le sud après Bobadilla. Ses eaux sont alors retenues par un barrage, avant de repartir à l'est vers Cártama. Après avoir été gonflé par de nombreux affluents, le Guadalhorce achève sa course à l'ouest de Malaga, qu'il fournit en eau et électricité. Le Guadalmedina est le fleuve de Málaga, qu'il traverse avant de déboucher dans la Méditerranée. Il naît au pic de la Cruz, dans la sierra de Camarolos, dans le nord-est de la province. Il traverse par la suite le parc naturel de Los Montes de Málaga et achève sa course après 47 kilomètres de parcours. Un autre fleuve important de la province de Málaga est le Vélez, né de la confluence du Guaro et du Benamargosa. Après avoir traversé des paysages très variés (zones karstiques, huertas, etc.), il se jette dans la mer au niveau de Vélez-Málaga. Le Chíllar est, lui, un petit fleuve côtier qui prend sa source dans la sierra de Almijara, et se jette à hauteur de Nerja. Sa caractéristique essentielle provient des terrains karstiques qu'il traverse, et lui permettent de bénéficier d'un débit constant tout au long de l'année, y compris pendant les périodes de sécheresse.

#### Bassins versants de l'Andalousie orientale
Le littoral des provinces de Grenade et d'Almería est largement protégé par les hauts massifs des cordillères pénibétiques, qui isolent les côtes de l'influence atlantique venue de l'ouest. Cet élément explique l'aridité plus marquée du secteur oriental andalou. Ainsi, le versant méridional des cordillères, et notamment de la sierra Nevada, est nettement déficitaire en précipitations en comparaison du versant septentrional, qui alimente abondamment les affluents du Guadalquivir. Les rivières surgies des flancs sud des sierras sont moins nombreuses et, surtout, se différencient par des débits moins importants : la plupart sont à sec durant tout l'été, et se gorgent d'eau lors des violents épisodes pluvieux automnaux et printaniers.
Le fleuve principal de la petite côte grenadine est le Guadalfeo, long de 71 kilomètres. Il jaillit des pentes de la sierra Nevada, sur le territoire de la commune de Bérchules, parcourt les vallées des Alpujarras où il reçoit l'apport de nombreux affluents (Dúrcal, Lanjarón, Mulhacén, Trevélez, Chico, etc.), et file ensuite vers le sud. Il se jette dans la mer entre Salobreña et Motril, ville dont il irrigue la vega.
L'Adra est un autre fleuve important, au débit permanent. Il naît de l'union du Río Grande et du río Chico, ce dernier surgissant à l'ouest de la sierra de Gádor. Il se jette dans la mer au niveau de la villa homonyme. Le fleuve principal de l'est andalou est toutefois l'Andarax. Celui-ci naît au Cerro del Almirez, à l'extrémité orientale de la sierra Nevada. Il parcourt par la suite la province d'Almería sur 67 kilomètres, à travers la vallée qui porte son nom, et contourne par l'est la capitale provinciale où il rejoint la mer. Il reçoit quelques affluents venus de la sierra de Filabres, tels le Nacimiento, et se faufile dans le Désert de Tabernas, où une ravine souvent asséchée constitue son dernier apport. Le delta qu'il forme à son embouchure est menacé de disparition en raison de l'urbanisation de l'agglomération et de la surexploitation des ressources du fleuve.
L'Almanzora est le dernier fleuve notable de la partie orientale du versant méditerranéen andalou. Long de quatre-vingt-dix kilomètres, il se forme à l'extrémité occidentale de la province d'Almería, grâce à l'union de plusieurs cours d'eau d'altitude. Il achève sa course à hauteur de Palomares, sur le territoire de la commune de Cuevas del Almanzora. Il se nourrit, tout au long de son tracé, de nombreux petits cours d'eau souvent asséchés, et présente un aspect plus proche de celui d'un torrent que d'un fleuve.
Il convient d'ajouter à ce versant méditerranéen andalou, le bassin versant du Segura, qui concerne une petite partie de l'Andalousie, aux extrémités orientales des provinces de Jaén, Grenade et Almería. Le fleuve sort de terre dans la sierra de Segura, au nord-est de la province de Jaén. Après avoir reçu les eaux d'un de ses très rares affluents andalous, le Zumeta, il quitte la communauté autonome pour poursuivre sa route en Castille-La Manche, puis en Communauté valencienne.

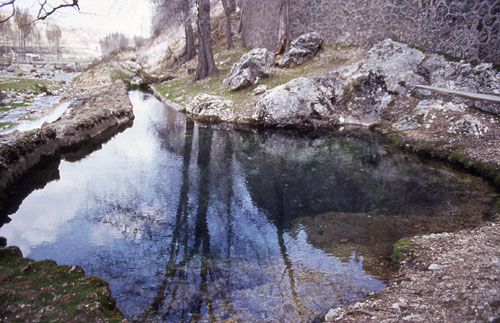
La source du Segura, dans la province de Jaén
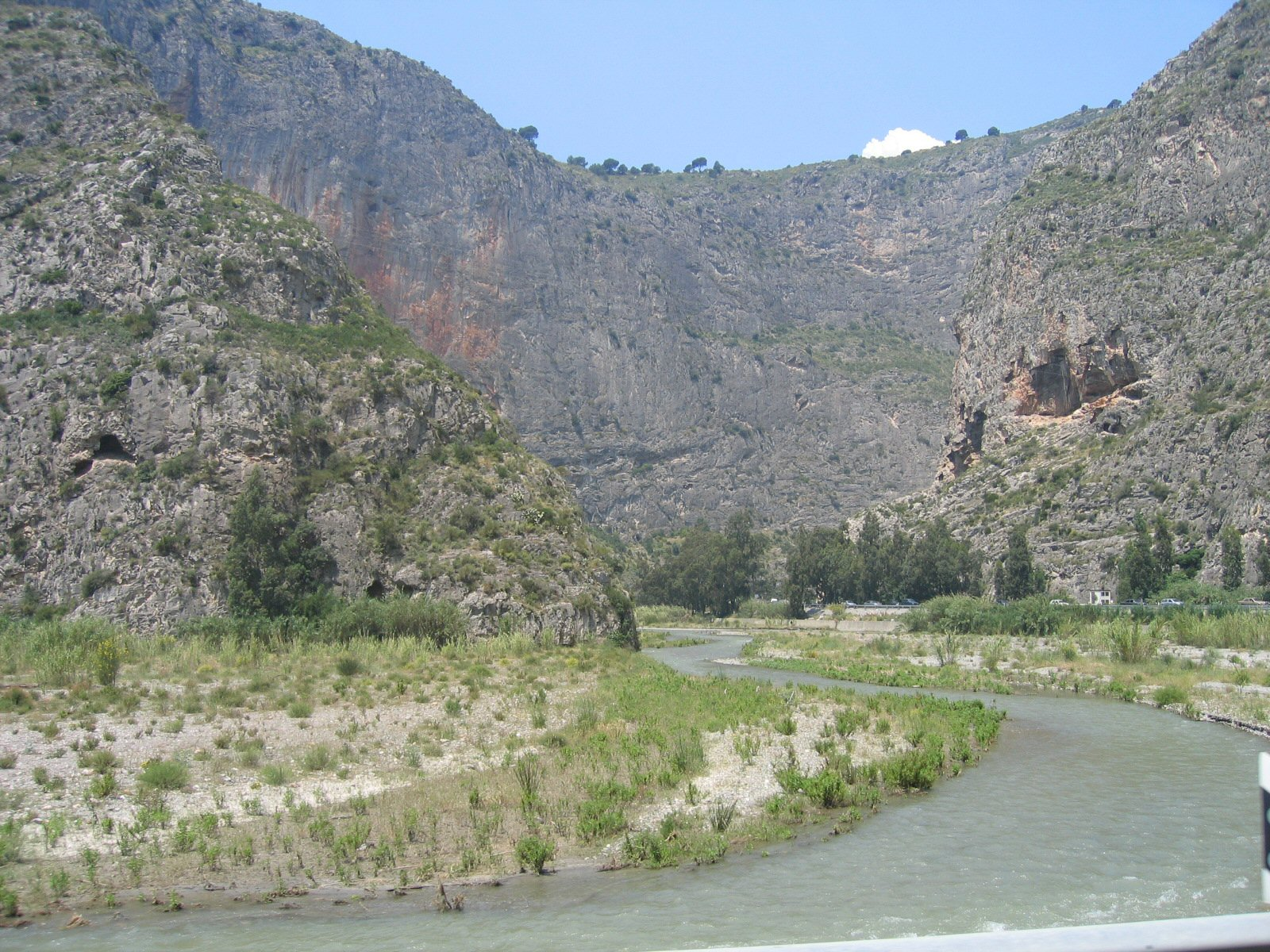
Le Guadalfeo
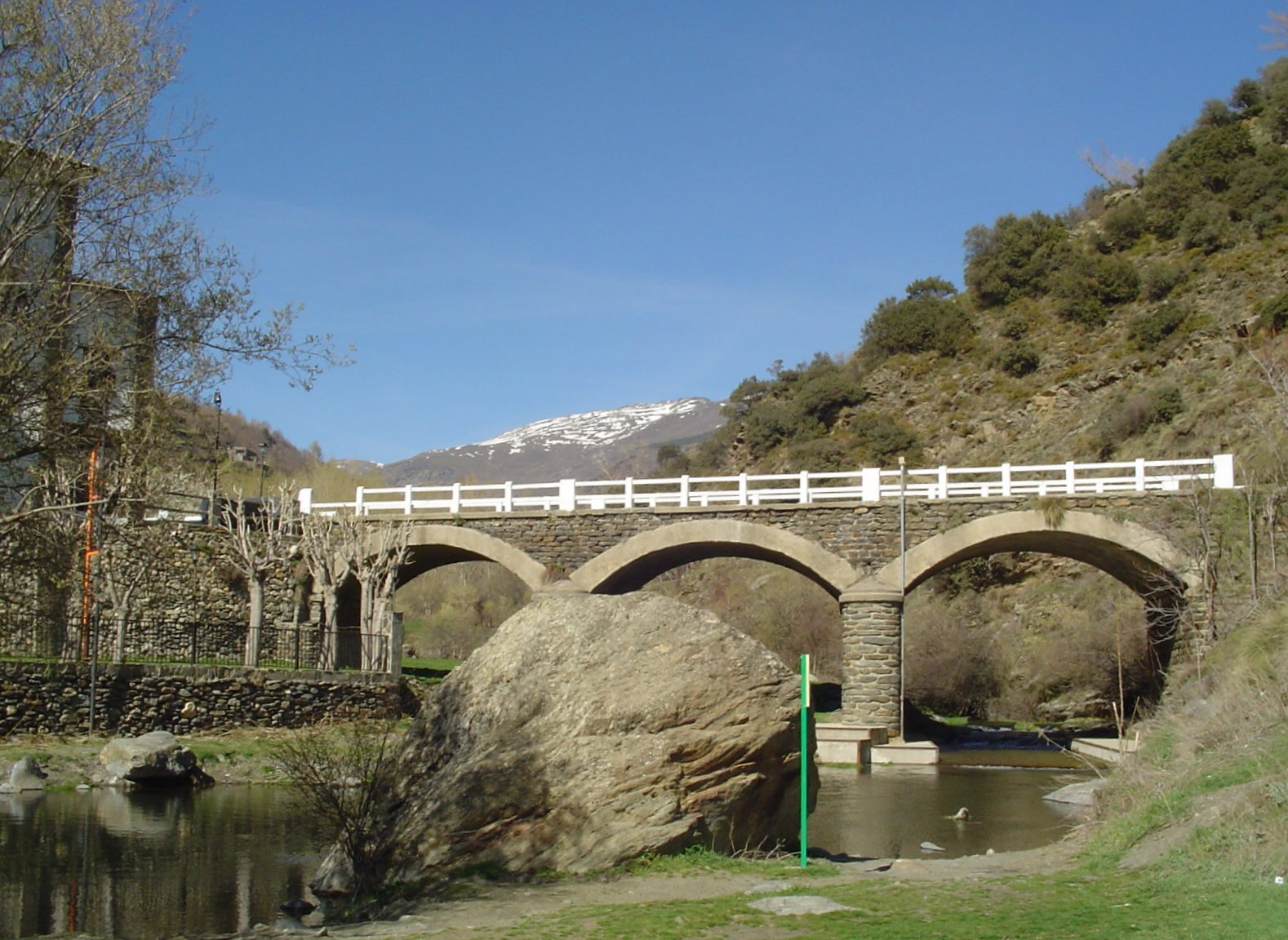
Le Trevélez, affluent du Guadalfeo

## Climat
L'Andalousie bénéficie d'un climat de type méditerranéen marqué. Celui-ci se caractérise, dans les grandes lignes, par l'alternance d'étés chauds et secs, avec des hivers doux et moyennement humides, durant lesquels se concentre la majorité des précipitations annuelles. Hiver et été sont séparés par deux brèves inter-saisons.
Il convient toutefois de nuancer ce climat, en raison, d'une part, des influences atlantiques dont jouit la région, et, d'autre part, des disparités observées sur le territoire de la communauté. L'océan Atlantique, sur lequel s'ouvre la région à l'ouest, apporte en effet des masses d'air maritime humides, qui permettent à l'Andalousie du sud-ouest de présenter, en général, une pluviométrie supérieure à celle de nombreuses régions du centre et de l'est de l'Espagne, telles que le Levant. Pour ce qui est des contrastes climatiques, la comparaison entre la sierra de Grazalema (zone la plus pluvieuse d'Espagne !), et le désert de Tabernas, suffit à illustrer la réalité de la diversité météorologique du sud espagnol.

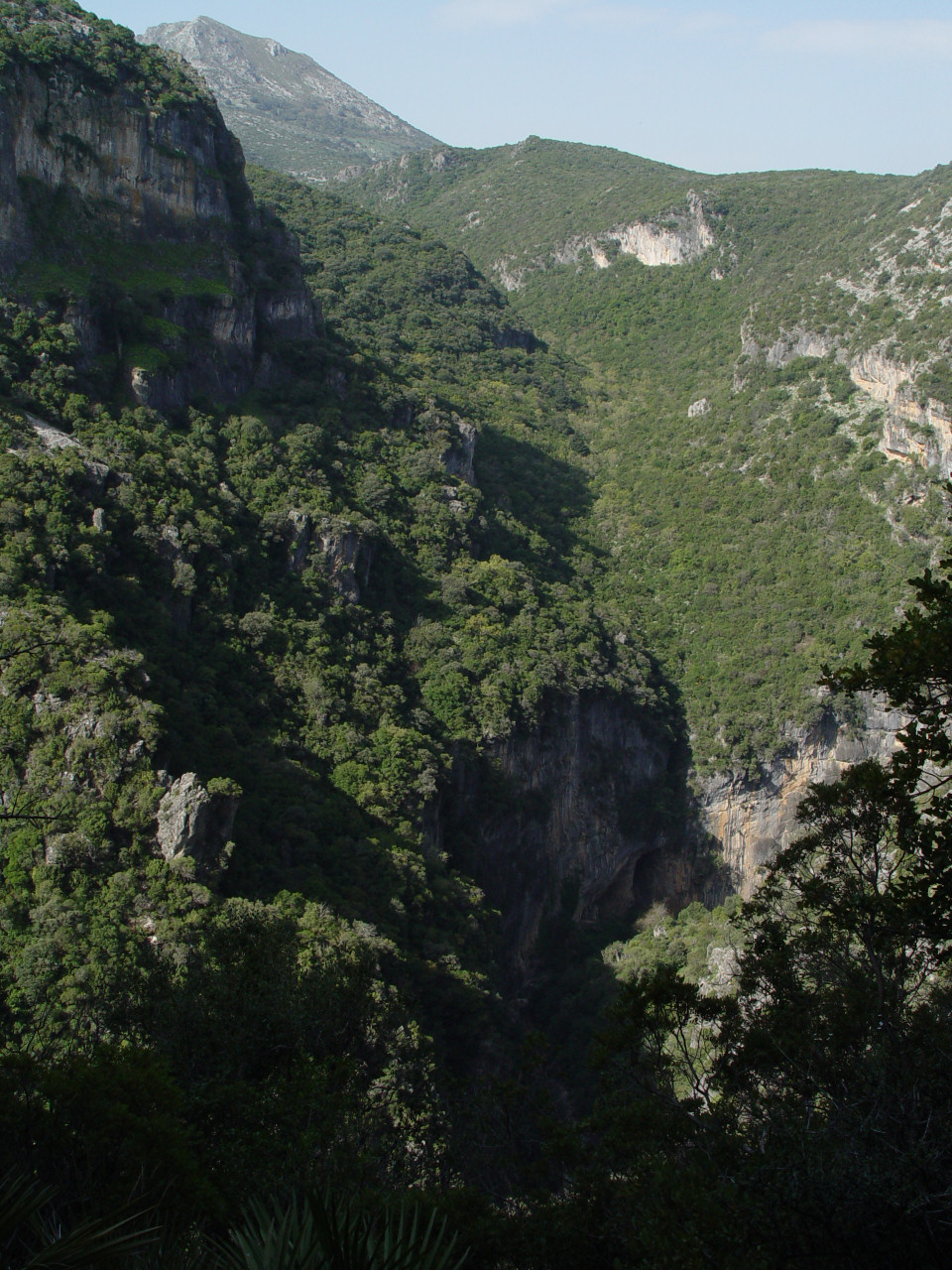
Sierra de Grazalema, province de Cadix
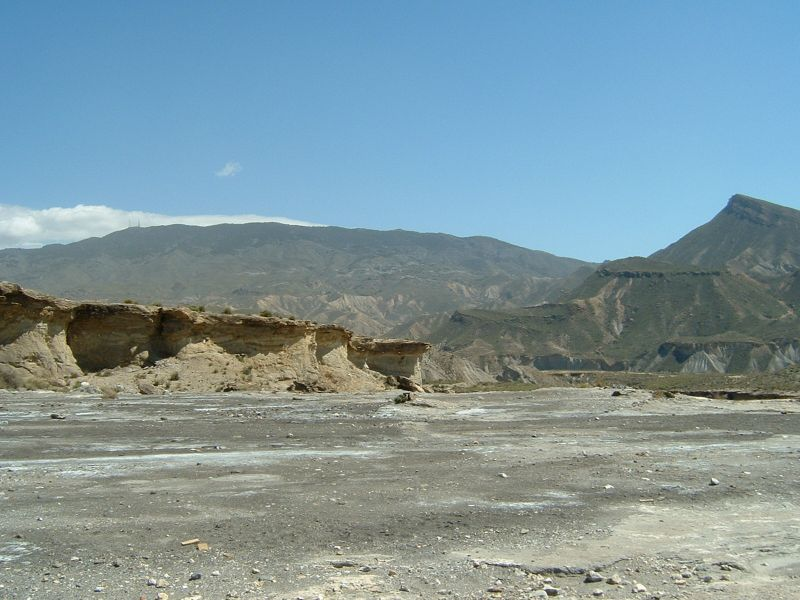
Le désert de Tabernas, province d'Almería

L'Andalousie comporte plus de 300 jours d'ensoleillement par an.
La configuration orographique de la région joue un rôle essentiel dans les disparités du climat andalou. Tant les chaînes de montagne que la vallée du Guadalquivir agissent en éléments structurants du climat qui subit une importante variation d'ouest en est. Les masses d'air humide en provenance de l'Atlantique viennent ainsi buter sur les systèmes montagneux occidentaux et les régions alentour qui reçoivent donc une part importante des précipitations. La circulation des masses d'air est également favorisée par la vallée du grand fleuve, qui permet la pénétration à l'intérieur des terres des dépressions. À l'inverse, les systèmes bétiques isolent les régions côtières orientales des précipitations, retenues sur les sommets. La côte subit alors l'effet de foehn, qui assèche les masses d'air redescendues des montagnes. Plus rares, les précipitations s'expliquent alors surtout par les influences maritimes méditerranéennes. D'autre part, ces chaines de montagnes abritent ces mêmes côtes des vents froids du nord. On parle pour ces zones de climat subtropical sec (sur le littoral entre Malaga et Motril, on cultive la canne à sucre, l'annone, la papaye, la carambole, la mangue, la goyave, les bananes, noix de pécan, avocats, etc). Alors que la côte de Cadiz, plus ventée et humide est une région d'élevage (taureaux, vaches et chevaux) et que le reste du territoire, aux températures plus contrastées, est plus la terre de prédilection de l'olivier.
La Méditerranée sert également de couloir aux masses d'air sahariennes caniculaires qui remontent vers l'Andalousie durant l'été. Avec des températures maximales moyennes de 37 °C en plein cœur de l'été, la ville de Cordoue est ainsi la plus chaude d'Espagne.
Relief et climat déterminent par conséquent l'immense variété paysagère de l'Andalousie, et ont conduit les habitants à adopter des formes d'habitat et d'urbanisme propres à s'adapter à ces particularités.